# تسرکویتشکا-روسیتسه
تسرکویتشکا-روسیتسه (به چکی: Cerekvička-Rosice) یک منطقهٔ مسکونی در جمهوری چک است که در ناحیه ییهلاوا واقع شده‌است. تسرکویتشکا-روسیتسه ۸٫۹۸ کیلومتر مربع مساحت و ۱۳۱ نفر جمعیت دارد و ۵۵۰ متر بالاتر از سطح دریا واقع شده‌است.